# 변도 (안산시)
변도(辨島)는 경기도 안산시 대부동에 있는 바위섬으로, 섬이었던 구봉도 북서쪽에 있다.